# Ikoma

Situation de la ville d'Ikoma en préfecture de Nara.

Ikoma (生駒市, Ikoma-shi) est une ville du Japon, située dans la préfecture de Nara sur l'île de Honshū.

## Géographie

### Situation
Ikoma est située dans l'extrême nord-ouest de la préfecture de Nara, à l'est du mont Ikoma.

### Municipalités limitrophes
| Katano             | Hirakata | Kyōtanabe, Seika        |
| Daitō, Shijōnawate | Ikoma    | Nara                    |
| Higashiōsaka       | Heguri   | Yamatokōriyama, Ikaruga |

### Démographie
Au 1er février 2023, la population d'Ikoma était de 117 879 habitants, répartis sur une superficie de 53,15 km2.

## Histoire
La ville moderne d'Ikoma a été fondée en 1er décembre 1971.

## Culture locale et patrimoine
- Chikurin-ji
- Enpuku-ji
- Hōzan-ji
- Ikoma-jinja

## Transports
Ikoma est desservie par plusieurs lignes ferroviaires de la compagnie Kintetsu. La gare d'Ikoma est la principale gare de la ville.